# Roald Dahl

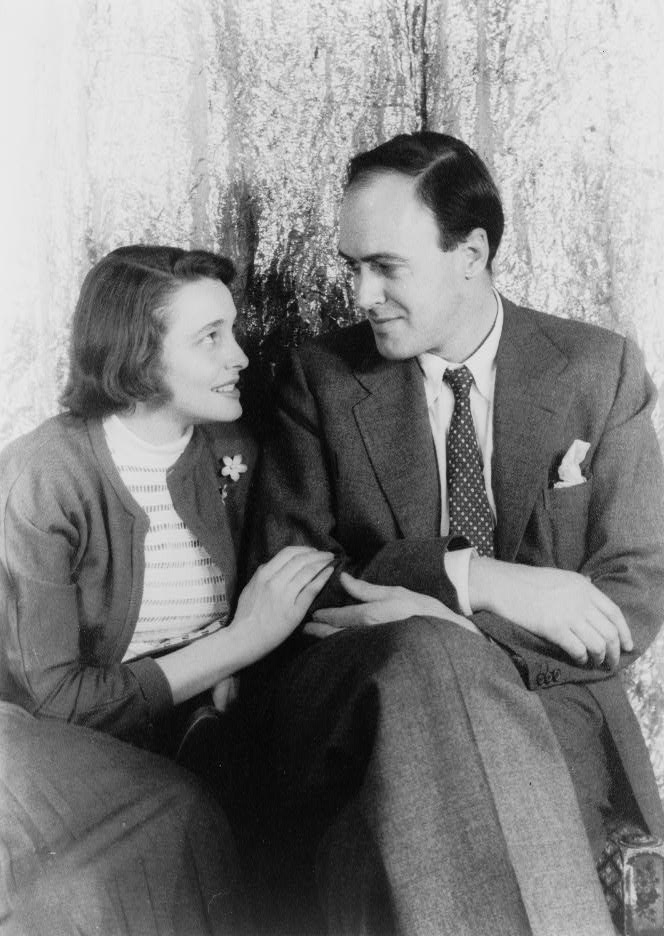
Roald Dahl en Patricia Neal op een foto van Carl Van Vechten

Roald Dahl (Llandaff, Zuid-Wales, 13 september 1916 – Oxford, 23 november 1990) was een Brits schrijver.
Hij schreef boeken voor zowel kinderen als volwassenen. Zijn schrijfstijl was bijzonder: de verhalen voor volwassenen zijn vaak bizar en die voor kinderen grappig, vreemd, onvoorspelbaar, griezelig en af en toe enigszins sadistisch. Zijn kinderboeken werden van tekeningen voorzien door Quentin Blake. Ze werden in Nederland zowel door de Griffeljury als door de Kinderjury verschillende malen bekroond. Zijn verhalen voor volwassenen waren over het algemeen kort en vertoonden vaak een verrassende wending aan het eind. De boeken Boy en Solo zijn autobiografisch.

## Biografie

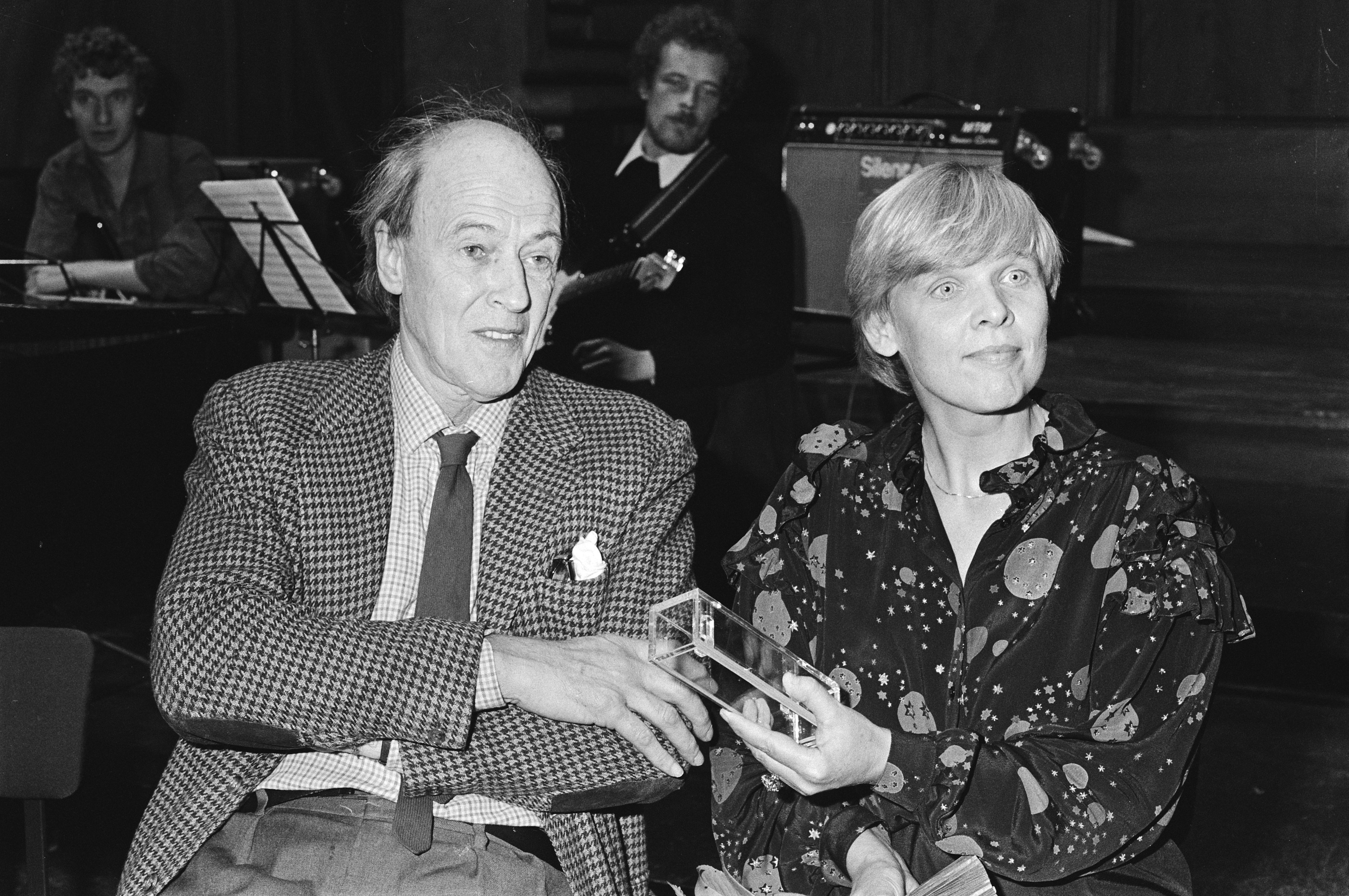
Roald Dahl in Utrecht (1982). Rechts Nannie Kuiper

### Jeugd
Roald Dahl werd in 1916 in Llandaff, Cardiff (Wales) geboren als kind van Noorse ouders, Harald Dahl en Sofie Magdalene Dahl-Hesselberg. Roald werd vernoemd naar de poolreiziger Roald Amundsen, een nationale held in Noorwegen. Hij sprak thuis Noors met zijn ouders en zussen.
In 1920, toen hij drie was, overleed zijn zeven jaar oude zuster Astri aan een blindedarmontsteking. Ongeveer een maand later overleed zijn vader op 57-jarige leeftijd aan een longontsteking. Roalds moeder besloot echter om niet naar Noorwegen terug te keren; het was de wens van haar man geweest dat hun kinderen op Britse scholen werden onderwezen. Vanaf zijn achtste werd Roald naar verscheidene kostscholen in Engeland gestuurd, met inbegrip van Saint Peter's in Weston-super-Mare. Later bezocht hij Repton in Derbyshire. Tijdens zijn jaren daar zou Cadbury, een chocoladeproducent, af en toe dozen nieuwe chocolade naar de school sturen, die door de leerlingen getest konden worden. Dit was een inspiratie voor zijn derde kinderboek Sjakie en de chocoladefabriek.
In zijn kinder- en tienerjaren bracht Dahl zijn zomervakanties door in het Noorwegen waar zijn ouders vandaan kwamen. Zijn kinderjaren zijn het onderwerp van zijn autobiografisch werk Boy: Verhalen van Kinderjaren.

### Periode 1934-1941
In juli 1934 trad hij in dienst van de Shell Petroleum Company. Na een tweejarige opleiding in het Verenigd Koninkrijk werd hij overgeplaatst naar Dar es Salaam, Tanganyika. Samen met de twee enige andere Shell-werknemers in dit gebied leefde hij in luxe in het Shell-huis buiten Dar es Salaam, met een kok en persoonlijke bedienden. Bij het aanbreken van de Tweede Wereldoorlog meldde hij zich aan bij de RAF. Hoewel hij met 1,98 meter eigenlijk te lang was, kreeg hij in Nairobi de eerste vlieglessen in een Tiger Moth en daarna een vervolgopleiding in Irak. Op weg naar zijn eerste squadron in Libië had hij een ongeluk (1940). Na zijn herstel vloog hij als jachtvlieger in Griekenland en Palestina. Halverwege 1941 werd hij echter afgekeurd als gevolg van het zware hoofdletsel opgelopen in de crash in Libië. Het Britse leger plaatste hem over naar Washington.

### Schrijverscarrière
De Britse auteur C.S. Forester heeft Roald Dahl naar eigen zeggen getriggerd om schrijver te worden. In zijn tijd in Washington kreeg Dahl op een dag bezoek van Forester in de Britse ambassade. Die nodigde hem uit voor een lunch om te luisteren naar zijn verhaal en die avonturen uit te schrijven. Dahl stelde tijdens die lunch voor om gezellig verder te eten in plaats van notities te nemen en hij zou het verhaal later zelf ruw uitschrijven en die notities aan Forester bezorgen zodat hij ze kon afwerken. In de plaats daarvan bezorgde Dahl hem een week later een afgewerkt en volledig uitgeschreven verhaal. Forester liet hem nadien weten dat hij niets aan de tekst van Dahl had veranderd en dat hij op die manier werd gepubliceerd. Dahl omschreef die ontmoeting met Forester als een kantelpunt in zijn carrière en een moment dat hem tot het schrijverschap leidde. Zijn eerste verhalen werden in de Saturday Evening Post gepubliceerd. Hij schreef voor kinderen en volwassenen en zijn verhalen worden over het algemeen gekarakteriseerd door een humoristische en een donkere kant.
In 1953 trouwde Roald Dahl met de Amerikaanse actrice Patricia Neal. Ze kregen vijf kinderen: Olivia, Tessa (moeder van Sophie Dahl), Theo, Ophelia en Lucy. Theo raakte enkele maanden na zijn geboorte betrokken bij een verkeersongeluk en liep daarbij hersenschade en hydrocefalus op. Roald Dahl werkte naar aanleiding hiervan mee aan de ontwikkeling van de Wade-Dahl-Till shunt. In 1962 stierf Olivia op zevenjarige leeftijd in het ziekenhuis aan subacute scleroserende panencefalitis, veroorzaakt door de mazelen. In 1982 droeg hij zijn boek De GVR aan haar op (hij had tijdens haar leven ook een ander boek, "James and the Giant Peach" aan haar opgedragen). In 1983 scheidde hij van Patricia Neal. Hij hertrouwde met Felicity Ann d'Abreu Crosland.
Roald Dahl overleed op 23 november 1990 aan leukemie. Hij ligt begraven op de heuvel tegenover 'Gipsy House', in Great Missenden, vlak bij Londen, waar hij lang gewoond en gewerkt heeft.

## Bibliografie

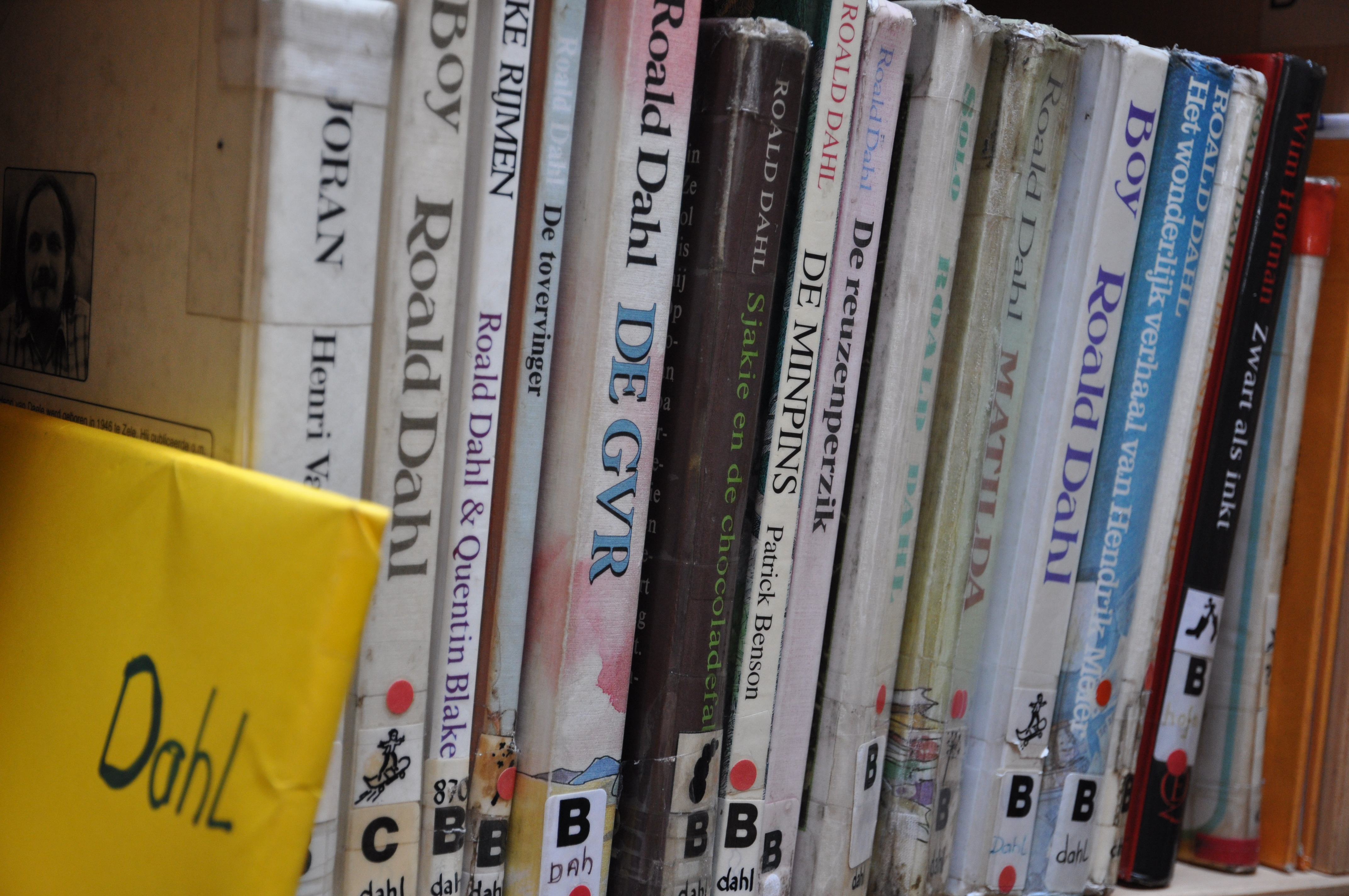
Boeken van Roald Dahl

### Kinderboeken
Veel van de verhalen voor kinderen zijn geschreven vanuit het perspectief van het kind, waarbij de volwassenen de slechteriken zijn, maar met ten minste één goede volwassene als tegenhanger. Veel van de kinderboeken van Roald Dahl zijn in het Nederlands vertaald door Huberte Vriesendorp.
In 2023 hebben de Engelse uitgeverij Puffin Books en de 'Roald Dahl Story Company' (de stichting die de nabestaanden van Dahl vertegenwoordigt) honderden wijzigingen aangebracht in de teksten van Dahl, door enerzijds beschrijvingen van het fysieke uiterlijk van personages "minder aantstootgevend" te maken en anderzijds nuancerende commentaren toe te voegen ter vrijwaring van de vermeende tere kinderziel. Zo zijn aanduidingen van kinderen als 'dik' en 'lelijk' geschrapt en vervangen door andere, politiek correcte, genderneutrale bewoordingen. De aantastingen van het originele werk van Dahl, door sommige critici beschouwd als censuur, veroorzaakten in veel landen grote ophef.
Dit alles veroorzaakte zeer veel kritiek in literaire kringen: ‘absurde censuur’ was het. En ook Rishi Sunak, de Britse premier, liet weten  dat het werk van Dahl ‘behouden en niet geretoucheerd’ moest worden. 'De uitgever van Dahl's boeken meldde, dat de originele versies voortaan worden uitgegeven onder het label Penguin, het moederbedrijf van Puffin.

#### Fictie
- De Gremlins (The Gremlins) (1943)
- De reuzenperzik (James and the Giant Peach) (1961)
  - Verfilmd in 1996 als De reuzenperzik
- Sjakie en de chocoladefabriek (Charlie and the Chocolate Factory) (1964).
  - Verfilmd in 1971 als Willy Wonka & the Chocolate Factory
  - Verfilmd in 2005 als Charlie and the Chocolate Factory
- De tovervinger (The Magic Finger) (1966)
- De fantastische meneer Vos (Fantastic Mr Fox) (1970), Zilveren Griffel 1972
  - Verfilmd in 2009 als Fantastic Mr. Fox (animatiefilm)
- Sjakie en de grote glazen lift (Charlie and the Great Glass Elevator) (1973)
- Daantje de wereldkampioen (Danny the Champion of the World) (1975), zilveren griffel 1977
  - Verfilmd in 1989 als Daantje de wereldkampioen met Jeremy Irons en zijn zoontje in de hoofdrol
- De reuzenkrokodil (The Enormous Crocodile) (1978)
- Het wonderlijk verhaal van Hendrik Meier en zes andere verhalen (The Wonderful Story of Henry Sugar and Six More) (1977), zilveren griffel 1979
- De Griezels (The Twits) (1980), zilveren griffel 1982
- Joris en de geheimzinnige toverdrank (George's Marvellous Medicine) (1981)
- De GVR (The BFG) (1982), zilveren griffel 1984. Er bestaat ook een toneelstuk van dit boek
  - Verfilmd in 1989 als De GVR (tekenfilm)
  - Verfilmd in 2016 als The BFG (live-actionfilm)
- De heksen (The Witches) (1983)
  - Verfilmd in 1990 als The Witches
  - Verfilmd in 2020 als The Witches
- De Giraffe, de Peli en Ik (The Giraffe and the Pelly and Me) (1985)
- De prinses en de stroper : twee fabels, Meulenhoff, vert: Sjaak Commandeur, ill: Sylvia Weve (1987)
- Matilda (Matilda) (1988) Won de Prijs van de Nederlandse Kinderjury in 1989
  - Verfilmd in 1996 als Matilda.
- IEORG IDUR (ESIO TROT) (1989), won de Prijs van de Nederlandse Kinderjury in 1991
  - Verfilmd in 2015 als ESIO TROT (tv-film)
- De dominee van Dreutelen (The Vicar of Nibbleswicke) (1991)
- De Minpins (The Minpins) (1991), won de Prijs van de Nederlandse Kinderjury in 1993. Met tekeningen van Patrick Benson
- Twee sprookjes, ter gelegenheid van de Jeugdboekenmaand in oktober 1993 in de Bijenkorf boekhandels, vertaling: Sjaak Commandeur, illustraties: Sylvia Weve, (heruitgave: Meulenhoff 1987)

#### Non-fictie
- Roald Dahl's griezelkookboek (Memories with Food at Gipsy House) (1991)
- Roald Dahl's gids voor veilig treingebruik (Roald Dahl's Guide to Railway Safety) (1991)
- Mijn jaar (My Year) (1993)
- De schat van Mildenhall (The Mildenhall Treasure) (2000) met tekeningen van Ralph Steadman. Postuum uitgegeven, de tekst dateert van 1977

#### Rijmboeken
- Gruwelijke rijmen (Revolting Rhymes) (1982)
- Rotbeesten (Dirty Beasts) (1983)
- Rijmsoep (Rhyme Stew) (1990)

### Boeken voor volwassenen en tieners

#### Romans
- Ooit en te nimmer (Sometime Never: A Fable for Supermen) (1948)
- Oom Oswald (My Uncle Oswald) (1979)

#### Verhalenbundels

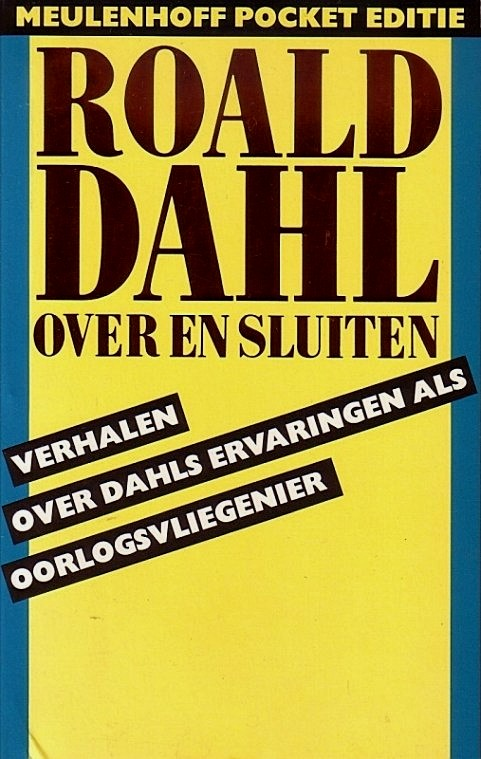
Over en sluiten (1993) – Nederlandse vertaling van Over to You

- Over en sluiten (Over to You) (1946)
- M'n liefje, m'n duifje (Someone like You) (1953)
- Op weg naar de hemel (Kiss Kiss) (1960)
- Topklasse (1971)
- Gelijk oversteken (Switch Bitch) (1974)
- De huwelijkse wereld van Roald Dahl (1978). Eerder verschenen in de bundels: Op weg naar de hemel (1961) en M'n liefje, m'n duifje (1962)
- Ontzettende verhalen (More tales of the unexpected) (1981)
- O zoet mysterie van het leven: de verzamelde avonturen van Claud (Ah, sweet mystery of live) (1989). Het titelverhaal werd in deze bundel voor het eerst in het Nederlands gepubliceerd.
- Alle verhalen (1998)

#### Autobiografie
- Boy (1984), autobiografische schetsen van zijn jeugd.
- Going Solo (1986), vervolg van zijn autobiografie, die zijn jaren voor Shell in Tanzania en de Tweede Wereldoorlog behandelen.
- My Year (1993), dagboek uit zijn laatste levensjaar.

### Filmscripts
- You Only Live Twice (1967)
- Chitty Chitty Bang Bang (1968)
- The Night Digger (1971)
- Willy Wonka & the Chocolate Factory (1971)

## Militaire loopbaan
- Lieutenant: augustus 1939 (British Army)
- Aircraftman: 24 augustus 1940 (Royal Air Force)[7]
- Pilot Officer: 24 augustus 1940[7]
- Waarnemend Pilot Officer:
- Pilot Officer: september 1941
- Flying Officer: 24 augustus 1941 (war substantive)[8]
- Flight Lieutenant: 24 augustus 1942 (war-substantive)[9]
- Wing Commander:
- Tijdelijk Wing Commander: (substantive Flight Lieutenant)
- Squadron Leader: 1 augustus 1946[10]

## Trivia
- Dahl schreef al zijn boeken met potlood.[11]